# William H. Haywood, Jr.
William H. Haywood, Jr. (Raleigh, 1801. október 23. – Raleigh, 1852. október 7.) az Amerikai Egyesült Államok szenátora (Észak-Karolina, 1843–1846).